# Galen (Nowy Jork)
Galen – miasto w Stanach Zjednoczonych, w stanie Nowy Jork, w hrabstwie Wayne.